# Свињетина
Свињетина је друго име за месо од свиње (Sus scrofa domesticus). То је месо које се најчешће конзумира широм света, са доказима о узгоју свиња који датирају од 5000. године п. н. е.

## Делови свињетине
За разлику од говедине, свиња је врло корисна животиња, јер се за исхрану користи готово цијела.
1. глава
2. грудни врхови
3. леђа (кичмена сланина)
4. врат или вратина
5. прса
6. каре и ребра
7. полеђина
8. филе (свињска писаница, лунгић)
9. потрбушина
10. плећка или лопатица
11. свињски бут (с орахом и салом)
12. коленица
13. папци
14. реп

Неке религије забрањују једење свињетине као што су јудаизам, ислам.

## Историја
Свиње су припитомљене у Месопотамији око 13.000 година пре нове ере.
Сухомеснати производи су грана кувања која се бави готовим месним производима као што су сланина, шунка, кобасице, терине, галантине, паштете и конфи, првенствено од свиња. Првобитно замишљени као начин за очување меса пре појаве хлађења, ови препарати се данас припремају због укусе који потичу из процеса конзервације. У Француској у 15. веку, локални цехови су регулисали трговце у индустрији производње хране у сваком граду. Цехови који су производили шаркутерију били су charcutiers. Чланови овог еснафа производили су традиционални асортиман куваног или сољеног и сушеног меса, који је варирао, понекад изразито, од региона до региона. Једино „сирово”" месо које су они смели да продају била је неотопљена маст. Занатлија је припремио бројне артикле, укључујући паштете, рилете, кобасице, сланину, папке и шваргле.
Пре масовне производње и реинжењеринга свиња у 20. веку, свињетина је у Европи и Северној Америци традиционално била јесење јело — свиње и друга стока која је долазила на клање у јесен након узгоја у пролеће и това током лета. Због сезонске природе меса у западној кулинарској историји, јабуке (бране у касно лето и јесен) биле су главни спој са свежом свињетином. Доступност меса и воћа током целе године није умањила популарност ове комбинације на западним тањирима.

## Обрасци потрошње
Свиње су животиња која се најчешће једе на свету, чинећи око 36% производње меса широм света. Као резултат тога, велики број рецепата за свињетину је развијен широм света. Хамон, направљен од задњих ногу свиње, је најпознатија шпанска сушена шунка. Феижоада, национално јело Бразила (који се такође служи у Португалији), традиционално се припрема са свињским комадима: ушима, репом и папцима.
Према Спољној пољопривредној служби USDA, скоро 100 милиона метричких тона свињског меса је потрошено широм света у 2006. (прелиминарни подаци). Повећана урбанизација и расположиви доходак довели су до пораста у потрошњи свињског меса у Кини, где је потрошња у 2006. била 20% већа него у 2002. години, а предвиђа се даљи раст од 5% у 2007. години. У 2015. години забележено је да је укупно 109,905 милиона метричких тона свињског меса потрошено широм света.‍:18 До 2017. половина светске свињетине је конзумирана у Кини.

### Потрошња свињског меса широм света
| Држава | 2009    | 2010    | 2011    | 2012    | 2013    | 2014    | 2015    | 2016    |
| --- | ------- | ------- | ------- | ------- | ------- | ------- | ------- | ------- |
| China | 48,823  | 51,160  | 50,004  | 52,725  | 54,250  | 57,195  | 56,668  | 54,070  |
| Европа Аустрија Белгија Бугарска Кипар Чешка Република Данска Естонија Финска Француска Немачка Грчка Мађарска Ирска Италија Летонија Литванија Луксембург Малта Холандија Пољска Португалија Румунија Словачка Словенија Шпанија Шведска Уједињено Краљевство Хрватска | 20.691  | 20.952  | 20.821  | 20.375  | 20.268  | 20.390  | 20.913  | 20.062  |
| Сједињене Државе | 9.013   | 8.654   | 8.340   | 8.441   | 8.616   | 8.545   | 9.341   | 9.452   |
| Русија | 2.719   | 2.835   | 2.971   | 3.145   | 3.090   | 3.024   | 3.016   | 3.160   |
| Бразил | 2.423   | 2.577   | 2.644   | 2.670   | 2.771   | 2.845   | 2.893   | 2.811   |
| Јапан | 2.467   | 2.488   | 2.522   | 2.557   | 2.553   | 2.543   | 2.568   | 2.590   |
| Вијетнам | 2.071   | 2.072   | 2.113   | 2.160   | 2.205   | 2.408   | 2.456   | 2.506   |
| Мексико | 1.770   | 1.784   | 1.710   | 1.850   | 1.945   | 1.991   | 2.176   | 2.270   |
| Јужна Кореја | 1.480   | 1.539   | 1.487   | 1.546   | 1.598   | 1.660   | 1.813   | 1.868   |
| Филипини | 1.356   | 1.418   | 1.432   | 1.446   | 1.533   | 1.551   | 1.544   | 1.659   |
| Украјина | 713     | 776     | 806     | 953     | 1,006   | Н/Д     | Н/Д     | Н/Д     |
| Тајван | 925     | 901     | 919     | 906     | 892     | 875     | 930     | 897     |
| Канада | 853     | 802     | 785     | 834     | 837     | Н/Д     | Н/Д     | Н/Д     |
| Хонгконг | 486     | 467     | 558     | 547     | 537     | Н/Д     | Н/Д     | Н/Д     |
| Аустралија | 464     | 482     | 482     | 511     | 528     | Н/Д     | Н/Д     | Н/Д     |
| Чиле | 369     | 385     | 408     | 430     | 430     | Н/Д     | Н/Д     | Н/Д     |
| Други | 3.615   | 3.756   | 3.932   | 4.022   | 4.183   | 6.869   | 6.587   | 6.656   |
| Тотал | 100.238 | 103.045 | 101.934 | 105.118 | 107.242 | 109.896 | 109.095 | 108.001 |
| У метричким тонама ('000), Извори: USDA извештаји, 2009–2013 цифре,‍:16 2014–2016 цифре‍:18 |         |         |         |         |         |         |         |         |

### Азијска конзумација свињетине
Свињетина је популарна широм источне Азије и Пацифика, где је цело печено прасе популарна ставка у кухињи острва Пацифика. Свињетина се конзумира на много начина и веома је цењена у кинеској кухињи. Тренутно је Кина највећи светски потрошач свињског меса, а очекује се да ће потрошња свињског меса износити 53 милиона метричких тона у 2012. години, што чини више од половине глобалне потрошње свињског меса. У Кини се свињетина преферира над говедином из економских и естетских разлога; свиња се лако храни и не користи се за рад. Боје меса и свињске масти сматрају се укуснијима, док се укус и мирис описују као слађи и чистији. Такође се сматра лакшим за варење. У сеоској традицији, свињетина се дели за прославу важних прилика и за стварање везе. У Кини је свињетина толико важна да нација одржава „стратешку резерву свињског меса“. Црвена динстана свињетина (хонг шао роу), посластица из провинције Хунан, била је једно од омиљених јела Мао Цедунга. Друга популарна кинеска јела од свињетине су слатка и кисела свињетина, баква и чарсиу. На Филипинима, због 300 година шпанске колонизације и утицаја, лечон, који је цело печено прасе, је национални деликатес.